# Тунельні щури (фільм)
Тунельні щури (англ. 1968 Tunnel Rats) — німецько-канадський фільм режисера Уве Болла 2008 року.

## Сюжет
Дія фільму розгортається під час війни у В'єтнамі, розповідає про долю молодого американського бійця, захопленого в полон в'єтнамськими партизанами. Втікши з табору для військовополонених, герой потрапляє в добре укріплену долину в провінції Ку Чі. Його чекають напхані пастками джунглі і підземні тунелі, де юнакові належить побачити чимало жахливих сцен і вижити за всяку ціну.

## У ролях
- Туфік Адоніс — VC солдат
- Вілсон Бетел — капрал Ден Грін
- Едріан Коллінз — рядовий Дін Гарреті
- Скот Купер — рядовий Джозеф Валдерсон
- Мітч Ікінс — рядовий Пітер Харріс
- Ерік Ейдем — рядовий Карл Джонсон
- Брендон Фоббс — рядовий Самуель Грейбрідж
- Ші Жу-Ан — в'єтнамська дівчина
- Джейн Ле — Во Мей
- Деван «Янкі» Ліанг — в'єтнамський хлопчик
- Скотт Лі — Huy Tran
- Роккі Маркетт — рядовий Теренс Верано
- Гарікайі Мутамбірва — рядовий Джонатан Портерсон
- Майкл Паре — сержант Вік Холловборн
- Нейт Паркер — рядовий Джим Лідфорд
- Бред Шмідт — сержант Майк Хіні
- Джеффрі Крістофер Тодд — рядовий Боб Міллер
- Джон Вінн — Чіен Нгуен